# Morán
Morán es una localidad española del municipio de Murillo de Gállego, perteneciente a la provincia de Zaragoza, en la comunidad autónoma de Aragón.

## Geografía
Situada en la margen derecha del río Gállego, su distancia a Zaragoza es de 112 km. Está ubicada en la comarca de la Hoya de Huesca. En la localidad se mantiene el uso de la lengua aragonesa. [cita requerida]

## Historia
- Del nombre romano de persona Moranus.
- En 1495 dependía de "Murillo".
- En 1845 se unió a Murillo de Gállego.

## Demografía
| 1970 | 2000 | 2001 | 2002 | 2003 | 2004 |
| ---- | ---- | ---- | ---- | ---- | ---- |
| 17   | 12   | 12   | 13   | 18   | 19   |